# Platyja umbrina
Platyja umbrina là một loài bướm đêm thuộc họ Noctuidae. Nó được tìm thấy ở khu vực đông bắc của Himalaya, Việt Nam, Thái Lan, Hải Nam và Sundaland.

## Phụ loài
- Platyja umbrina umbrina
- Platyja umbrina rufiscripta (Sundaland)